# Pabna
Pabna (beng. পাবনা) – miasto w zachodniej części Bangladeszu, w prowincji Radźszahi, w delcie Gangesu-Brahmaputry. Według danych szacunkowych na rok 2013 liczy ok. 189 tys. mieszkańców.
W mieście rozwinął się przemysł bawełniany, papierniczy oraz cukrowniczy.